# Pressignac
Pressignac ist eine französische Gemeinde mit 379 Einwohnern (Stand: 1. Januar 2022) im Département Charente in der Region Nouvelle-Aquitaine (vor 2016 Poitou-Charentes); sie gehört zum Arrondissement Confolens und zum Kanton Charente-Vienne. Die Einwohner werden Pressignacois genannt.

## Geographie
Pressignac liegt etwa 50 Kilometer ostnordöstlich von Angoulême an der zum Lac de Lavaude aufgestauten Charente und wird umgeben von den Nachbargemeinden Chabanais im Nordwesten und Norden, Chassenon im Norden und Nordosten, Rochechouart im Osten, Vayres im Südosten, Videix im Süden, Verneuil im Süden und Südwesten, Massignac im Südwesten, Lésignac-Durand im Westen sowie Saint-Quentin-sur-Charente im Westen und Nordwesten.

## Bevölkerungsentwicklung
| Jahr                       | 1962 | 1968 | 1975 | 1982 | 1990 | 1999 | 2006 | 2019 |
| Einwohner                  | 781  | 665  | 577  | 519  | 477  | 449  | 430  | 344  |
| Quellen: Cassini und INSEE |      |      |      |      |      |      |      |      |

## Sehenswürdigkeiten
- Kirche Saint-Martin aus dem 12./13. Jahrhundert

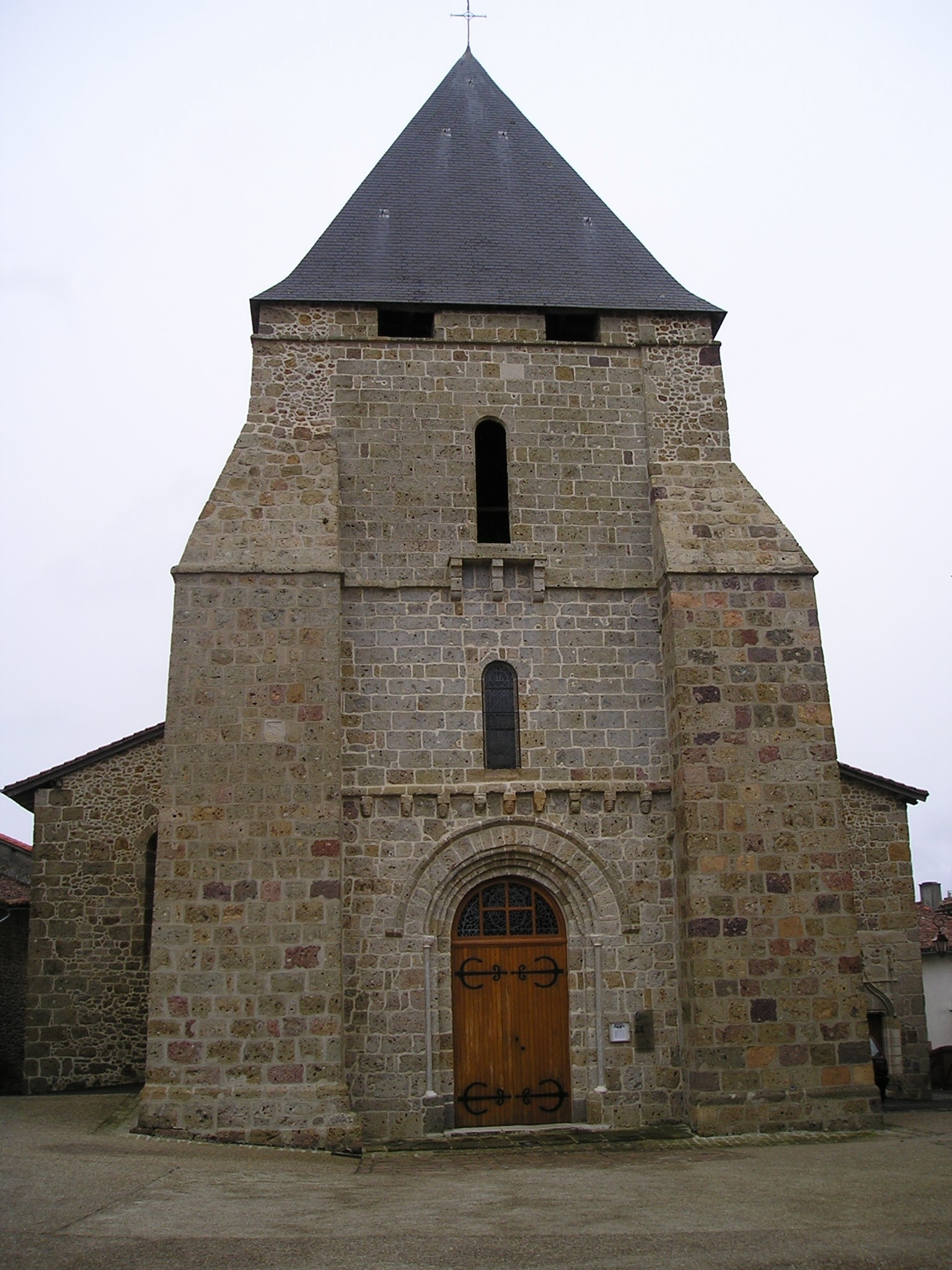
Kirche Saint-Martin
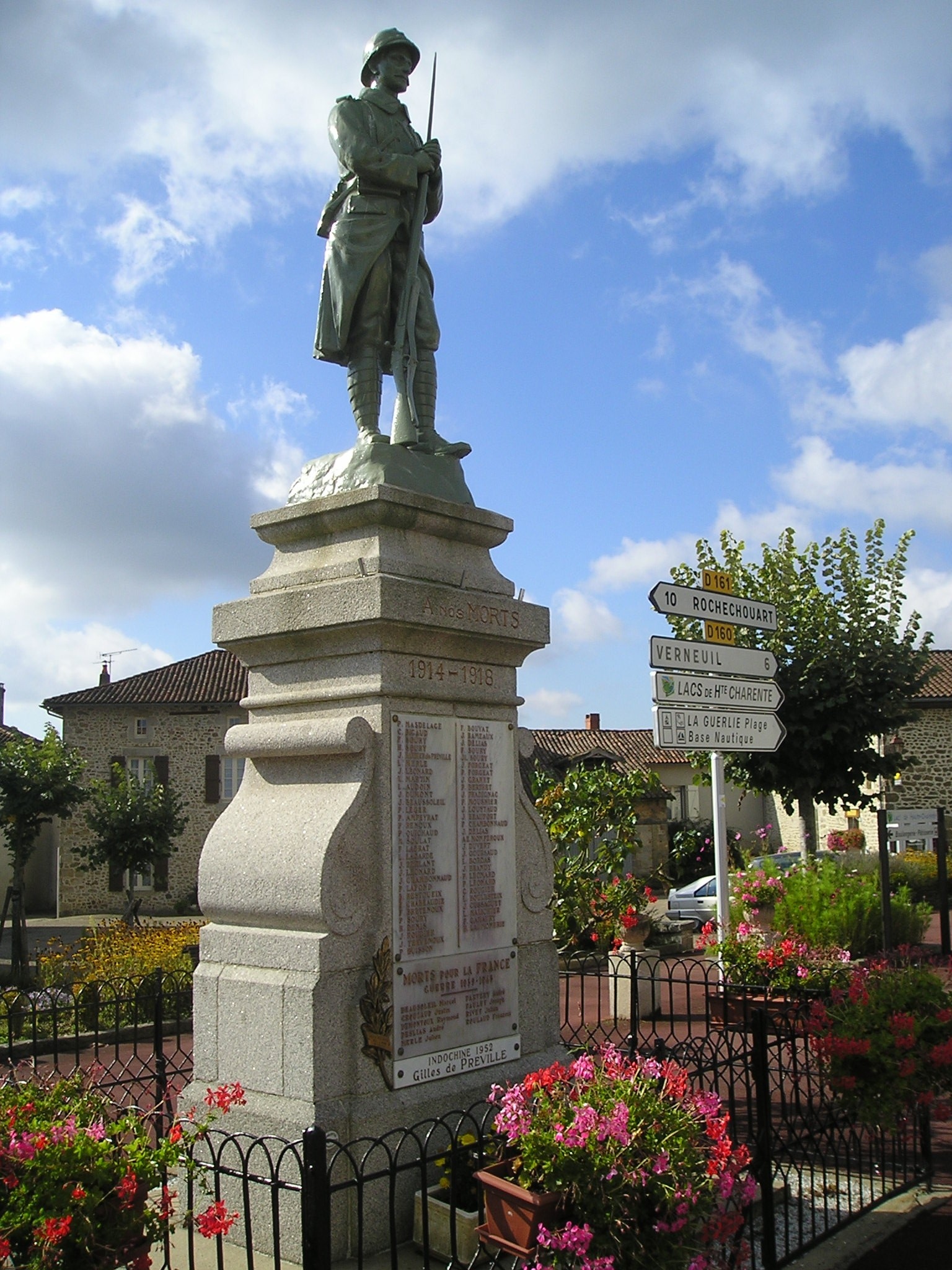
Gefallenendenkmal
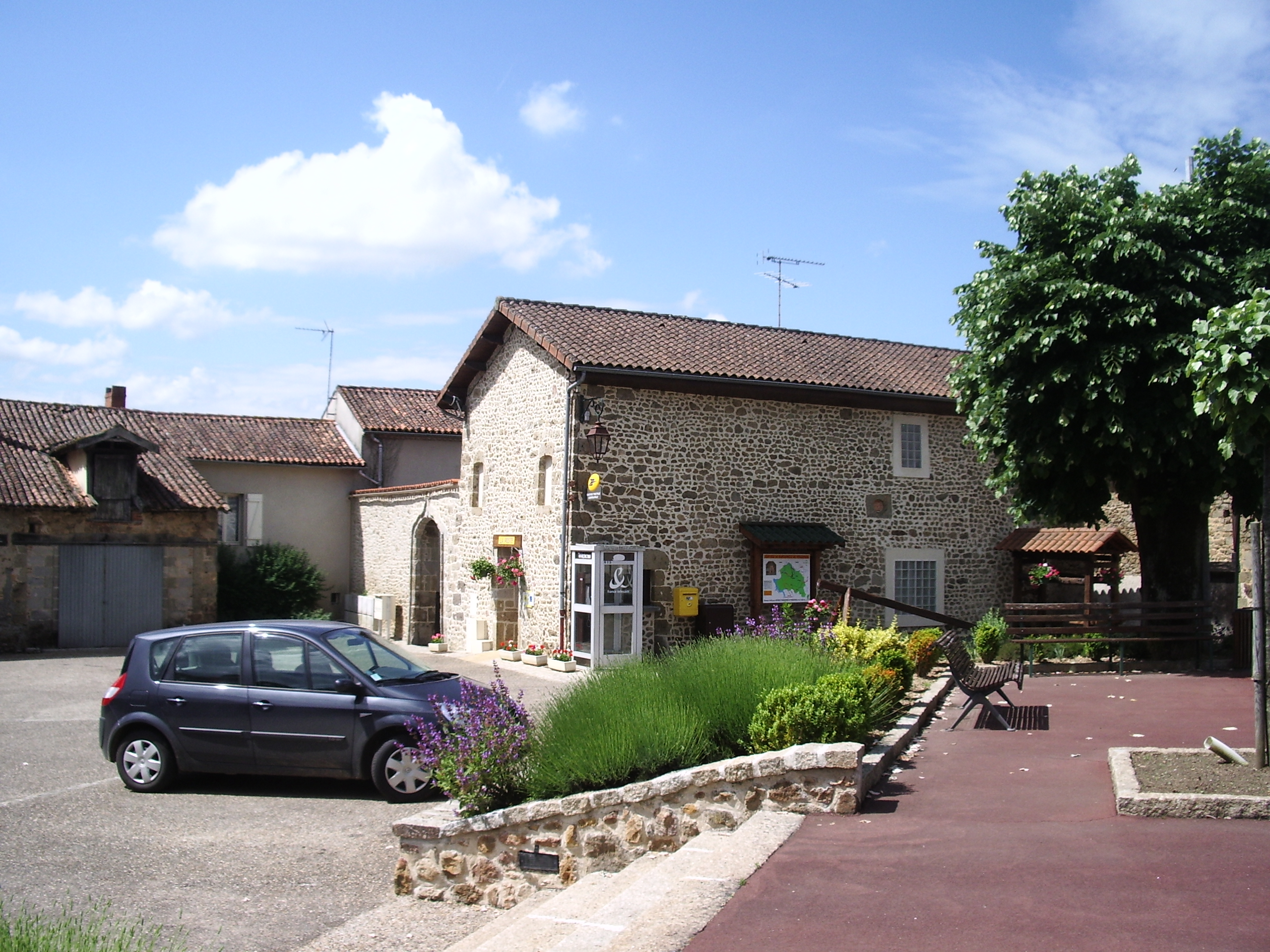
Postamt